# Valencia Semanal
Valencia Semanal fue un semanario editado en la ciudad de Valencia entre diciembre de 1977 y junio de 1980, y que tuvo como zona principal de distribución la propia Valencia y su área metropolitana.
El semanario estuvo dirigido por Amadeu Fabregat y representó un importante papel durante los años de la Transición democrática. Se distinguió por su oposición al blaverismo y la extrema derecha violenta de Valencia. Apareció por primera vez en los quioscos el 10 de diciembre de 1977 de la mano principal de sus impulsores: el director de publicaciones Amadeu Fabregat, el antiguo miembro de Unió Democràtica del País Valencià (UDPV) y posterior director del Instituto Catalán de Finanzas en el gobierno de CiU en la Generalidad de Cataluña, Ernest Sena, el administrador de la publicación, José Luis Guardiola Gilabert y Francisco Carrasco, que ocupó el cargo inicial director-gerente hasta la venta de la publicación en mayo de 1979. Del proyecto participaron muchos periodistas y escritores de la época de la actual Comunidad Valenciana como Josep Vicent Marqués, Rosa Solbes, Josep Lluís Torró, Rafael Ventura, Lluís Sirera, Carmen Raneda, Ferran Belda, Javier Valenzuela, Miguel Ángel Villena, Jesús Sanz, Salvador Barber, Enrique Cerdán Tato, Ernest Lluch, Toni Mestre, Josep Piera, Pilar López, José Manuel Gironés, Montserrat Roig o Pere Miquel Campos.